# Huriel
Huriel är en kommun i departementet Allier i regionen Auvergne-Rhône-Alpes i de centrala delarna av Frankrike. Kommunen ligger  i kantonen Huriel som ligger i arrondissementet Montluçon. År 2022 hade Huriel 2 568 invånare.

## Befolkningsutveckling
Antalet invånare i kommunen Huriel
Referens: INSEE